# Hoděčínský rybník
Hoděčínský rybník  je velký rybník o rozloze vodní plochy 3,85 ha nalézající se na severním okraji obce Hoděčín v okrese Rychnov nad Kněžnou. Po hrázi rybníka vede silnice III. třídy č. 3187 spojující Hoděčín s obcí Ledská. Po silnici zároveň vede cyklotrasa č. 4313 spojující město Kostelec nad Orlicí s městem Týniště nad Orlicí. Rybník je využíván pro chov ryb. V roce 2018 byla provedena jeho revitalizace a odbahnění.
Pod hrází rybníka se nalézá budova bývalého mlýna, který ukončil svoji činnost po II. světové válce.

## Galerie

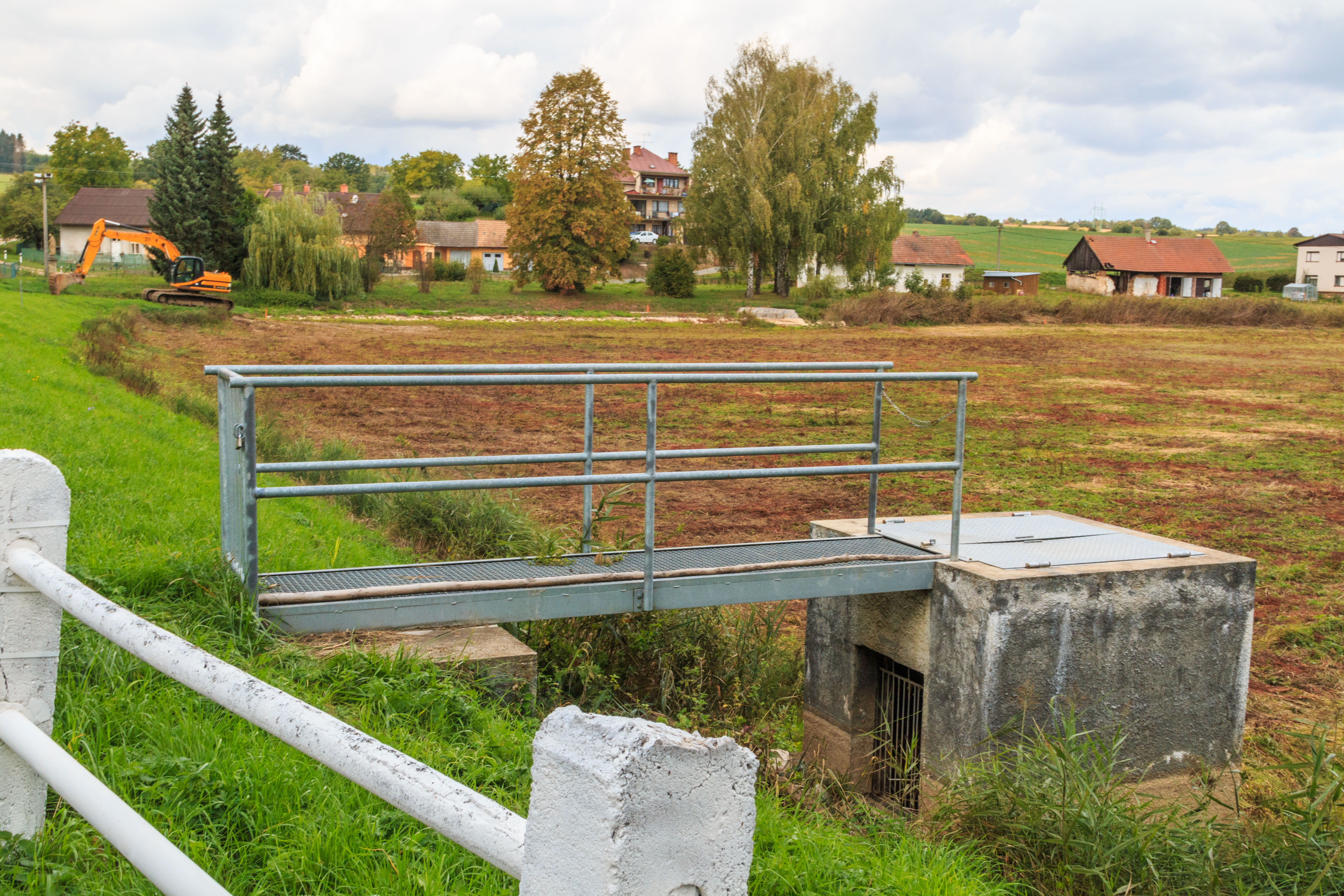
pohled na Hoděčínský rybník
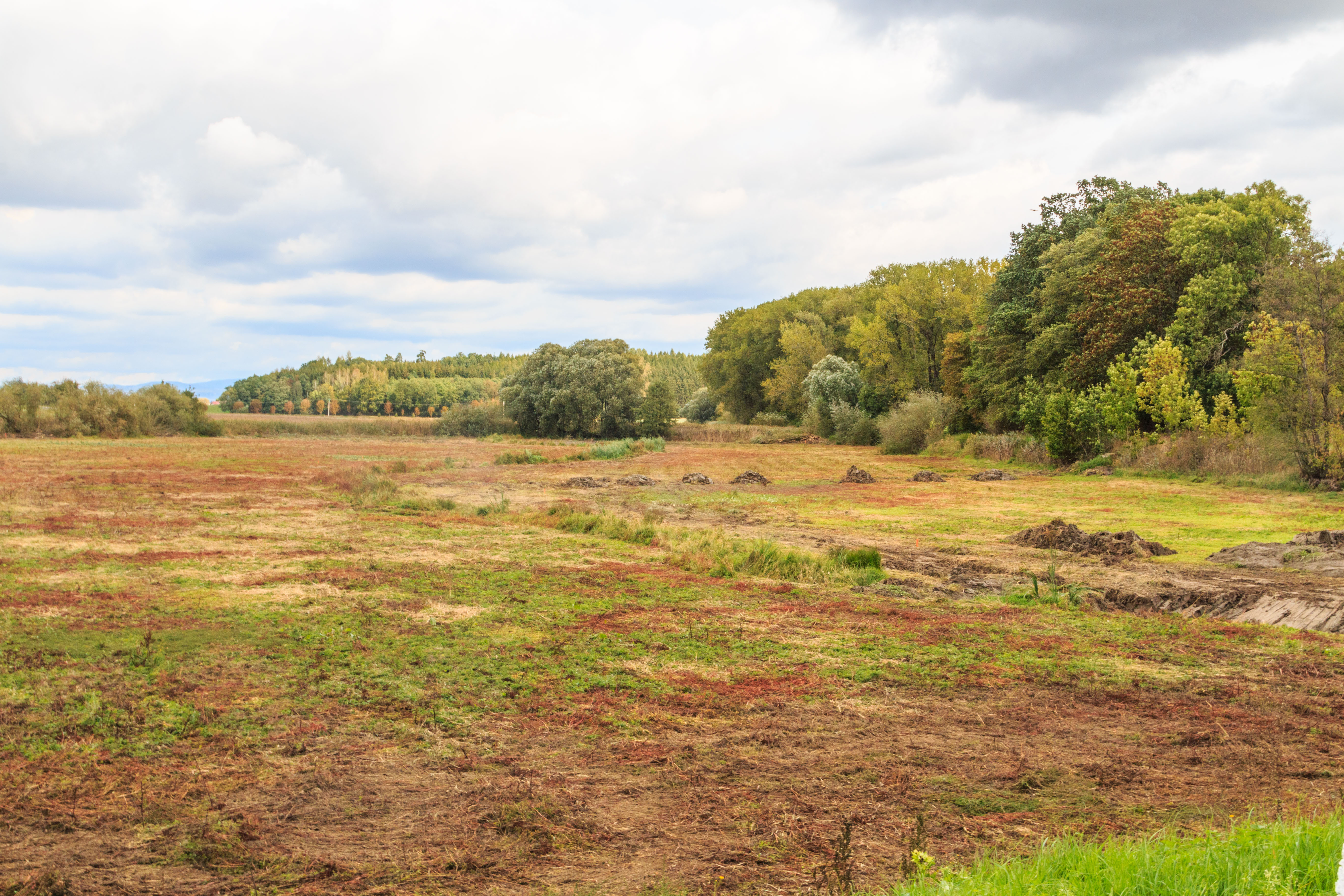
pohled na Hoděčínský rybník
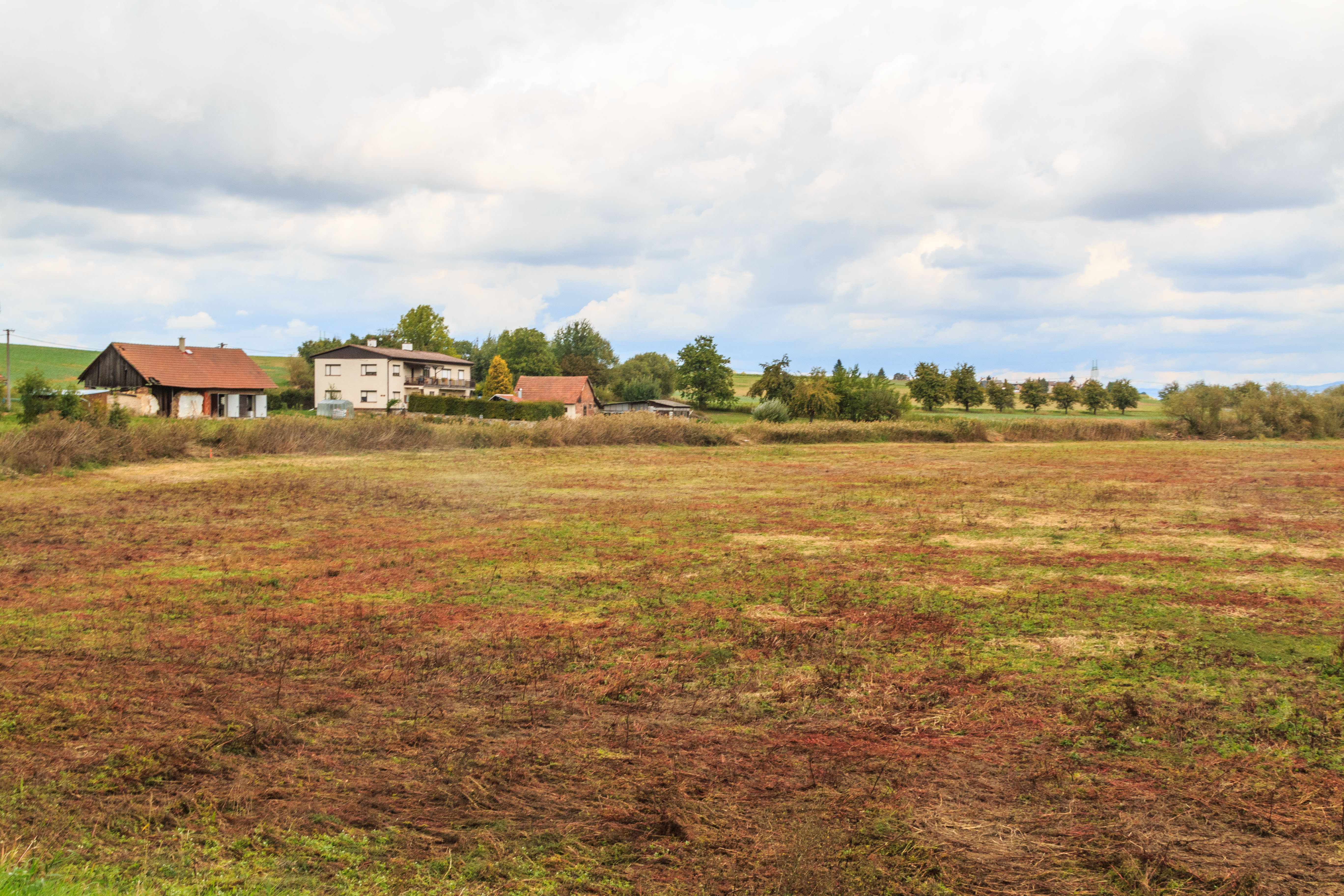
pohled na Hoděčínský rybník
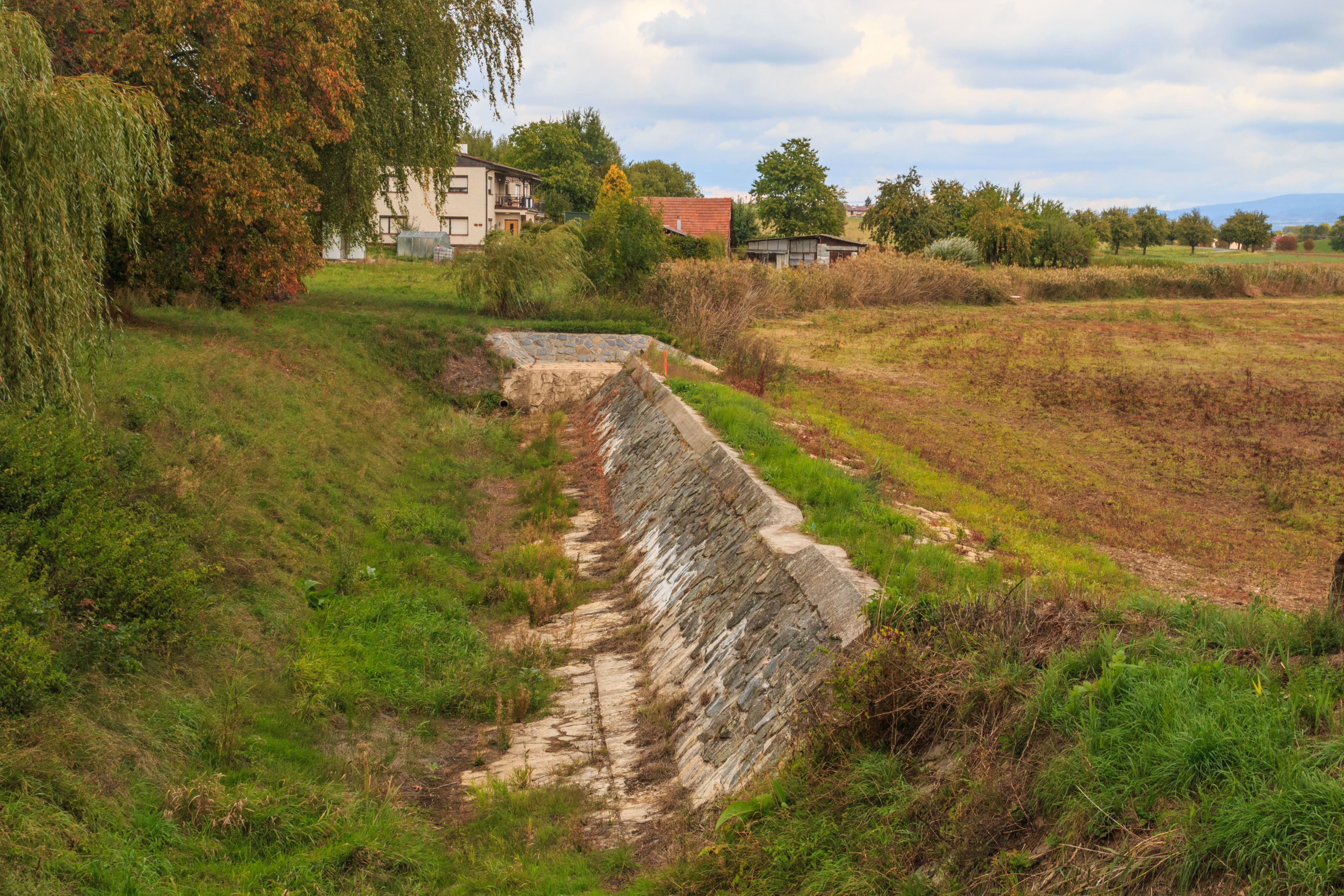
pohled na Hoděčínský rybník